# Yander Herrera
Yander L. Herrera Machín (* 4. November 2006 in Las Tunas) ist ein kubanischer Leichtathlet, der sich auf den 110-Meter-Hürdenlauf spezialisiert hat.

## Sportliche Laufbahn
Erste internationale Erfahrungen sammelte Yander Herrera im Jahr 2023, als er bei den U18-NACAC-Meisterschaften in San José in 13,41 s die Bronzemedaille über 110 m Hürden gewann. Im Jahr darauf belegte er bei den U20-Weltmeisterschaften in Lima in 13,46 s den fünften Platz.
In den Jahren 2023 und 2024 wurde Herrera kubanischer Meister im 110-Meter-Hürdenlauf.

## Persönliche Bestleistungen
- 110 m Hürden: 13,79 s (−2,7 m/s), 17. Mai 2024 in Havanna